# Tomáš Vážan
Tomáš Vážan (7. prosince 1951 Branišovice – 20. února 2008 Olomouc) byl český fotograf, disident a stavební geolog.

## Život
Tomáš Vážan se zaměřoval na architekturu dřevěných kostelů na Slovensku, Moravě a Čechách. Dále fotografoval románské a gotické památky nebo křížové cesty. Měl v oblibě i dokumentární fotografii například cesta Jana Pavla II. v Polsku. Tomáš byl osobním přítelem fotografa Jindřich Štreita, básníka Rostlislava Valuška a dalších osobností. Vydavatel samizdatové edice Refugium.

## Samostatné výstavy fotografií, výběr
- 1975 Galerie v podloubí, Olomouc
- 1978 Divadlo v Nerudovce, Praha
- 1979 Jazz club, Olomouc
- 1983 Show for Two Men (fotografie Tomáš Vážan a plastiky Otmara Oliva), Ateliér Otmara Olivy, Velehrad
- 1986 Galerie Na schodech, Český Krumlov
- 1987 Galerie Nahoře, České Budějovice
- 1989 Galerie v podloubí, Olomouc
- 1997 Refugium, fotografie z let 1975–1997, Divadlo hudby, Olomouc